# Хияси-тюка
Хияси-тюка (яп. 冷やし中華 хияси тю:ка, досл. «холодное китайское») — японское блюдо с лапшой, салат, состоящий из холодной лапши рамэн с огурцами, ветчиной, омлетом и помидорами, обычно употребляемый летом. Также его называют рэймэн (яп. 冷麺, досл. «холодная лапша») в Кансае и хияси-рамэн (яп. 冷やしラーメン, досл. «холодный рамэн») на Хоккайдо.

## Приготовление
Основу блюда составляет отваренная и охлаждённая лапша рамэн, к которой добавляют нарезанные тонкими полосками огурец, ветчину, тамагояки (японский омлет), а также ломтики свежих помидоров. Также в качестве компонентов салата популярны отварные креветки, курица или говядина, крабовые палочки, встречаются морковь и имбирь. Креветки, как правило, кладут целиком, а остальные ингредиенты нарезают тонкой соломкой. Заправляют салат соусом тарэ на основе подслащенного соевого соуса, который разбавляют водой, рисовым уксусом и кунжутным маслом. Подают посыпанным семенами белого кунжута с японской горчицей караси.